# Elektronisk säckpipa

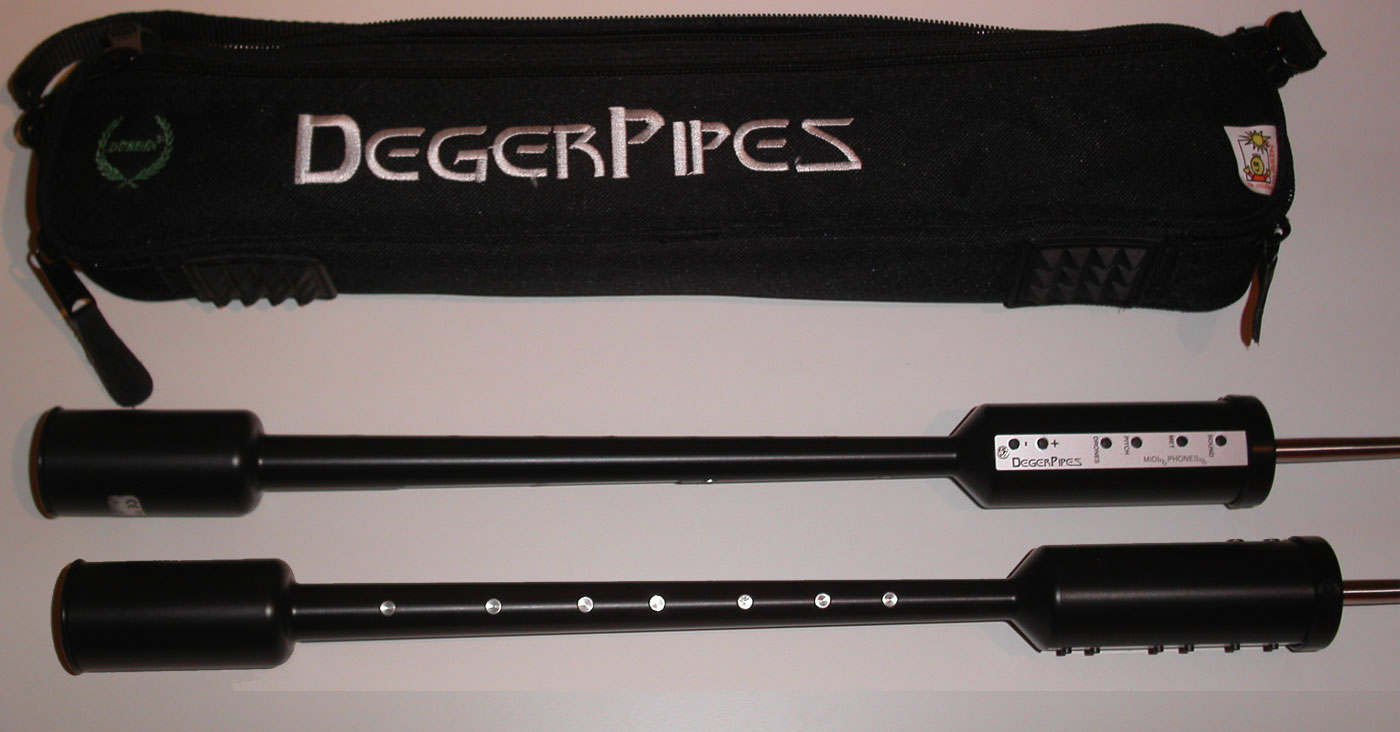
En elektronisk säckpipa

En elektronisk säckpipa är som namnet antyder, ett elektroniskt musikinstrument. Instrumentet  är en säckpipa till utseendet och spelar säckpipeljud, men till skillnaden från en vanlig säckpipa är den en sorts ljuduppspelare. Man kan till exempel justera volymen och tonen.
Den elektroniska säckpipan har många av de delar som också finns i den akustiska säckpipan:
- Chanter – de flesta elektroniska säckpipor har en säckpipechanter, som skall efterlikna den akustiska säckpipans, för att styra tonerna.
- Bordunen – vissa modeller har en bordun.
- Säcken – några typer har en säckpipesäck som skall efterlikna de akustiska säckpipornas. Andra har bara en ljudkontroll.
- Ljudeffekter – modellerna kan omfatta olika ljudeffekter.